# Merriwa
Merriwa is een plaats in de Australische deelstaat New South Wales, in het uiterste westen van de Hunter Valley. Ze ligt op de Golden Highway, 273 kilometer ten noordwesten van Sydney, en midden tussen Newcastle and Dubbo.
In 2006 had Merriwa 946 inwoners.
Merriwa had een eigen bestuur tot 2004, toen het werd samengevoegd met Scone and Murrurundi tot het "Upper Hunter Council".